# Aktasch (Republik Altai)
Aktasch (russisch Акта́ш) ist ein Dorf (selo) in der Republik Altai (Russland) mit 2755 Einwohnern (Stand 14. Oktober 2010).

## Geographie
Der Ort liegt knapp 220 km Luftlinie südsüdöstlich der Republikhauptstadt Gorno-Altaisk im russischen Altai zwischen der fast 3500 m hohen, nordöstlich verlaufenden Kurai-Kette (Kuraiski chrebet) und der fast 4200 m hohen Nördlichen Tschuja-Kette (Sewerotschuiski chrebet) im Süden. Er befindet sich zwischen dem Flüsschen Tschibitka und ihrem Zufluss Menka, etwa 8 km oberhalb (östlich) der Mündung der Tschibitka in die Tschuja.
Aktasch gehört zum Rajon Ulaganski und befindet sich knapp 50 km südwestlich von dessen Verwaltungssitz Ulagan. Es ist Sitz und einzige Ortschaft der Landgemeinde Aktaschskoje selskoje posselenije.

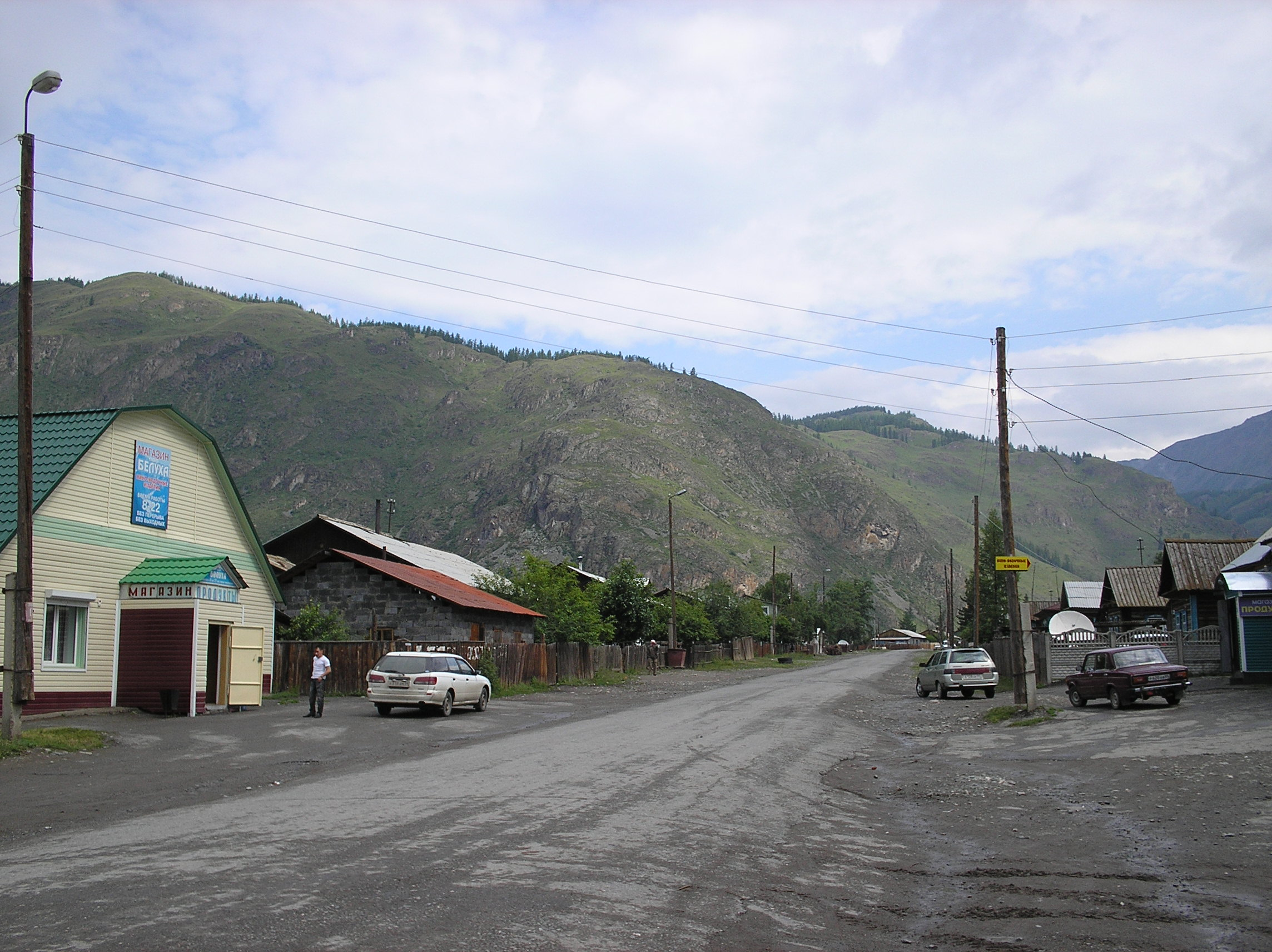
Die M52 in Aktasch
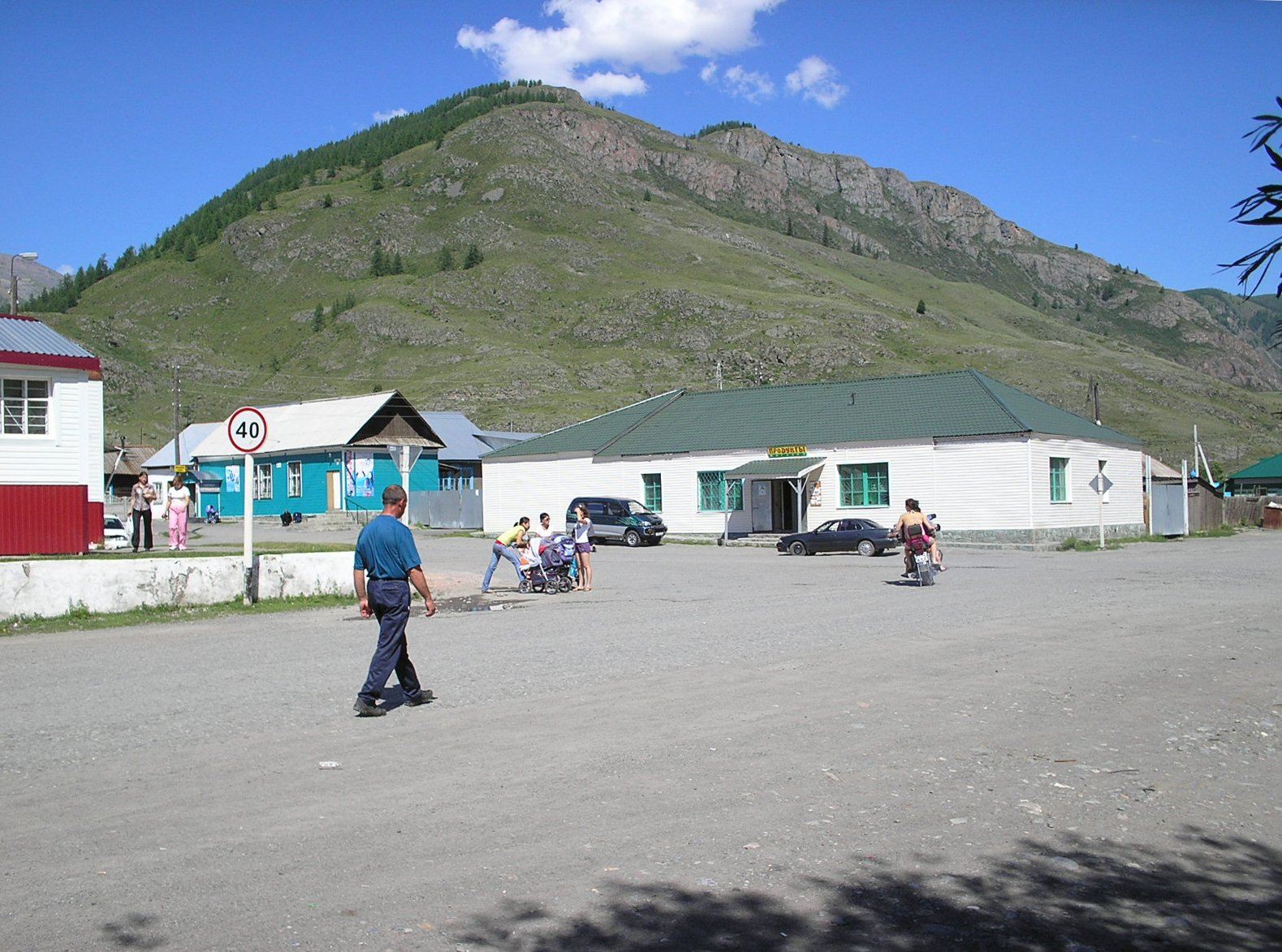
Straßenszene

## Geschichte
Der Ort verdankt seine Entstehung einem nahen Quecksilbererzvorkommen, das 1842 von Pjotr Tschichatschow erstmals beschrieben und 1914 von Wladimir Obrutschew und dann in den 1920er-Jahren genauer erkundet wurde. Jedoch erst 1942, als sich während des Krieges die anderen bedeutenden Quecksilbervorkommen (wie bei Horliwka in der Ukraine) im von der deutschen Wehrmacht okkupierten Gebiet befanden, wurde mit dem Abbau begonnen. Es entstand eine Bergarbeitersiedlung, die 1957 offizieller Ort und kurz darauf Siedlung städtischen Typs wurde.
Aktasch gehörte zunächst zum Kosch-Agatschski rajon, wurde aber 1968 dem Ulaganski rajon zugeordnet. Zugleich wurde dessen Verwaltung von Ust-Ulagan (heute Ulagan) nach Aktasch verlegt, in den 1980er-Jahren aber wieder zurück. 1994 verlor Aktasch den Status einer städtischen Siedlung und ist seither Dorf.
Am 27. September 2003 und den folgenden Tagen wurde der Ort von einem starken Erdbeben (Magnitude 7,3) mit einer Serie von Nachbeben erheblich zerstört.

### Bevölkerungsentwicklung
| Jahr | Einwohner |
| ---- | --------- |
| 1959 | 2230      |
| 1970 | 3539      |
| 1979 | 3293      |
| 1989 | 3550      |
| 2002 | 3356      |
| 2010 | 2755      |

Anmerkung: Volkszählungsdaten

## Verkehr
Aktasch liegt an der Fernstraße M52, die von Nowosibirsk ausgehend und vorbei an Barnaul und Gorno-Altaisk kommend von Aktasch weiter über das südöstlich benachbarte Rajonzentrum Kosch-Agatsch zur mongolischen Grenze bei Taschanta führt. In Aktasch zweigt in nordöstlicher Richtung die gut 50 km lange Ulaganski trakt genannte Straße über  den 2080 m hohen Ulaganski-Pass nach Ulagan ab.